# Odontoloma apiculum
Odontoloma apiculum là một loài bọ cánh cứng trong họ Bọ hung (Scarabaeidae).